# جوناثان لورانس
جوناثان لورانس (بالإنجليزية: Jonathan Lawrence)‏ هو سياسي أمريكي، ولد في 4 أكتوبر 1737، وتوفي في 4 سبتمبر 1812. انتخب عضو مجلس ولاية نيويورك.